# Rapport Vrba-Wetzler
Le rapport Vrba-Wetzler est un document provenant de deux prisonniers juifs de Slovaquie, Walter Rosenberg (Rudolf Vrba) et Alfred Wetzler, qui se sont évadés du camp de concentration d'Auschwitz. Ce rapport est l'un des trois que contient le document connu sous le nom de Auschwitz Protocols (Protocoles d'Auschwitz) ou Auschwitz Reports (Rapports d'Auschwitz). Dans leur version en anglais, ces protocoles ont d'abord été fournis à la presse américaine sous forme dactylographiée, le 18 novembre 1944, par la War Refugee Board (WRB) (Commission des réfugiés de guerre), instituée par le président américain Franklin Delano Roosevelt,. Sous cette forme, le rapport Vrba-Wetzler occupe 27 pages et demie, sur les 57 pages du document entier.
La même WRB a publié les trois rapports le 26 du même mois, dans une brochure de 30 pages, sous le titre The German Extermination Camps of Auschwitz and Birkenau. Two Eye-Witness Reports (Les camps d'extermination allemands d'Auschwitz et Birkenau. Deux rapports de témoins oculaires). Le rapport Vrba-Wetzler y occupe les pages 7 à 18, constituant deux chapitres de ce qui apparaît comme Report No. 1 The Extermination Camps of Auschwitz (Oswiecim) and Birkenau in Upper Silesia (Rapport n° 1 Les camps d'extermination d'Auschwitz (Oswiecim) et Birkenau, en Haute Silésie). Le troisième chapitre de cette première partie de la brochure est en fait un autre rapport, celui de deux autres évadés, Arnošt Rosin et Czesław Mordowicz. La deuxième partie du document dactylographié, respectivement de la brochure, partie intitulée Report No. 2 Transport (The Polish Major's Report) (Rapport n° 2 Le transport (Rapport du major polonais), est celui d'un cimquième évadé, Jerzy Tabeau.
Il est à noter que dans certaines sources, on entend par Auschwitz Protocoles (Protocoles d'Auschwitz) le seul rapport Vrba-Wetzler complété du rapport Rosin-Mordowicz. Dans d'autres, le rapport Vrba-Wetzler est nommé Auschwitz Report (Rapport d'Auschwitz). Il apparaît aussi avec l'appellation Auschwitz Protocol (au singulier) ou Auschwitz Protocol. Vrba-Wetzler Report.

## Histoire du rapport Vrba-Wetzler
Walter Rosenberg qui, après son évasion, a vécu avec des faux papiers au nom de Rudolf Vrba et a gardé cette identité après la guerre, arrive à Auschwitz vers la fin du mois de juin 1942. Alfred Wetzler y est déporté en avril 1942. Ils s'évadent ensemble le 7 avril 1944 et arrivent en Slovaquie, à Žilina, à la fin du même mois,.
Ils ont l'intention de prévenir les Juifs qui ne sont pas encore déportés, de ce qui risque de leur arriver, ainsi que celle d'informer les Alliés sur les réalités d'Auschwitz, et les déterminer à faire quelque chose pour empêcher les déportations. C'est pourquoi, aussitôt après leur arrivée, ils relatent à des membres du Conseil juif de Slovaquie, institué sur ordre des nazis, tout ce qu'ils savent sur le camp, puis chacun écrit un rapport. Oskar Krasňanský, l'un des membres du conseil, rédige un rapport combinant ces deux relations, d'abord en slovaque, puis il le traduit en allemand Il est aussi traduit en yiddish par le rabbin Michael Dov Weissmandl.
Le rapport est tout de suite transmis aux dirigeants des organisations juives de Hongrie, puis, par plusieurs voies, à des organisations juives internationales de Suisse et d'Angleterre, au gouvernement britannique, au gouvernement polonais en exil et au gouvernement tchécoslovaque en exil, ainsi qu'à Washington, à la WRB. Le rapport parvient au Vatican aussi, par l'intermédiaire de son représentant en Slovaquie et celui de son représentant en Suisse. Celui-ci se trouve en juin 1944 en Slovaquie et a un entretien avec Vrba et Mordowicz. L'un de ceux qui transmettent le rapport en Suisse est Florian Manoliu, diplomate roumain en poste à Berne. En juin 1944, allant de Roumanie en Suisse, il s'arrête à Budapest pour recevoir d'une personne réfugiée au consulat suisse, une copie abrégée du rapport traduit en anglais. En Suisse, il le remet à George Mantello, un homme d'affaires juif originaire de Transylvanie, à l'époque premier secrétaire du consulat d'El Salvador à Genève,.
Le rapport est révélé publiquement pour la première fois en mai 1944, à Genève, et des informations qu'il contient paraissent au cours de l'été dans de nombreux articles de presse, par exemple dans le New York Times du 6 juillet. Le 28 juin, la BBC en diffuse et commente de larges extraits. Des trois rapports, celui-ci est le plus largement diffusé et jouit de la plus grande publicité.

## Contenu du rapport
Le rapport Vrba-Wetzler constitue la première partie de la brochure The German Extermination Camps..., parce qu'il est le plus détaillé, ses auteurs étant utilisés à partir d'un certain moment pour des travaux de bureau et ayant ainsi des informations y compris sur les transports de prisonniers qui arrivent.
Le rapport décrit la topographie des camps Auschwitz I et Auschwitz II-Birkenau, à l'aide aussi de dessins esquissés de mémoire, ainsi que leur organisation et fonctionnement.
Sont mentionnées les catégories de prisonniers. Jusqu'au printemps 1942, il s'agissait :
- des prisonniers politiques non juifs de divers pays, c'est-à-dire opposés au régime nazi et à l'occupation, ou supposés tels : des Polonais[20], des Tchèques[21], des Français[22] ;
- des Juifs prisonniers politiques de plusieurs pays ;
- des prisonniers de guerre soviétiques[23],[24] ;
- des homosexuels[25] ;
- des Témoins de Jéhovah[25] ;
- des condamnés de droit commun, surtout allemands[25], utilisés comme kapos, des kapos d'autres catégories existant également[26] ;
- des familles entières de Roms, déportées seulement sur des critères raciaux[27].

Tous ces prisonniers, saufs les kapos et ceux utilisés pour des travaux relativement faciles, étaient traités avec la même cruauté. Beaucoup étaient victimes du travail physique épuisant, d'autant plus qu'ils souffraient de malnutrition. D'autres mouraient à la suite de maladies, surtout pendant l'épidémie de typhus de juin-septembre 1942. Une partie des malades étaient sélectionnés par des médecins SS pour être tués par gazage ou par des injections de phénol. On faisait aussi des expérimentations sur des prisonniers, à la suite desquels la plupart mouraient. Des prisonniers étaient pendus pour tentative d'évasion, d'autres étaient exécutés par balle sous les prétextes les plus divers.

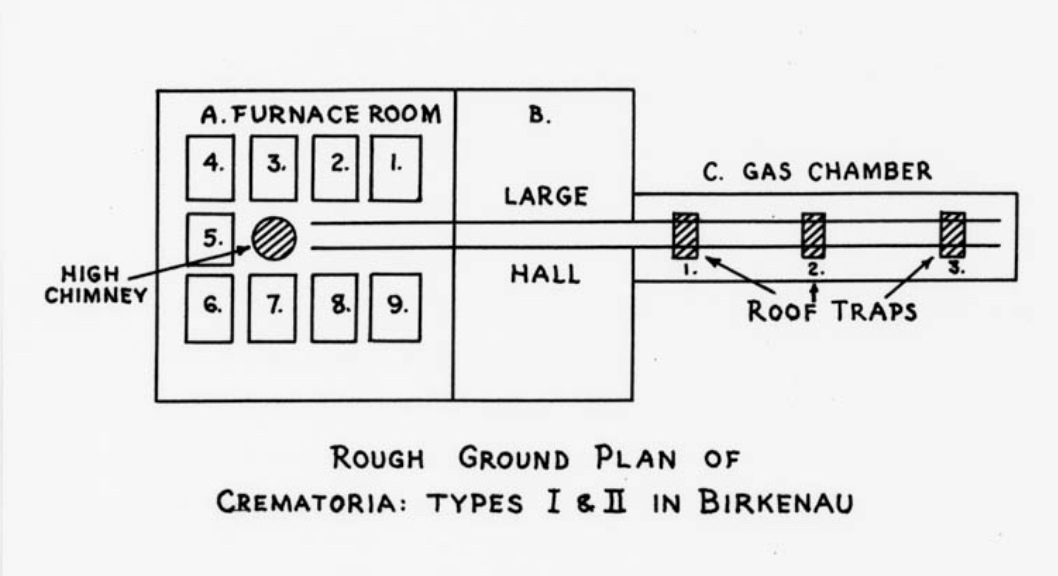
Les crématoriums et la chambre à gaz de Birkenau

À partir du printemps 1942, on a amené au camp de plus en plus de Juifs, seulement parce qu'ils étaient juifs. Les hommes et les femmes inaptes de travailler, ainsi que les enfants avec leurs mères étaient gazés aussitôt arrivés, d'où il ressort le caractère de génocide de la mise à mort des Juifs à Auschwitz,.
Rudolf Vrba écrit aussi sur le camp de Majdanek, où il a été déporté d'abord à la mi-juin 1942, étant transféré à Auschwitz vers la fin du mois. Au sujet de Majdanek, il écrit sur la mortalité des prisonniers des différentes origines, par maladie, mauvais traitements ou exécutions sous divers prétextes.
Tout au long du rapport, ses auteurs fournissent le nombre approximatif des déportés par transports qui arrivaient et par pays d'origine, ainsi que les noms de nombreux déportés de Slovaquie. À la fin du rapport figure un tableau avec le nombre approximatif des Juifs tués par pays d'origine, entre avril 1942 et avril 1944, 1 765 000 au total.